# Macher
Macher je priimek več oseb:
- Egon Macher, nemški akademik
- Heinz Macher, nosilec viteškega križca železnega križca
- Ivan Macher, slovenski naravoslovec
- Robert Macher, nosilec viteškega križca železnega križca